# Kerkdorp Gammelstad
Het kerkdorp Gammelstad (Zweeds:Gammelstads kyrkstad) is een van de veertien werelderfgoederen op de Werelderfgoedlijst van de UNESCO in Zweden en is opgenomen op deze lijst in 1996, het is een cultuurerfgoed.
Het kerkdorp is gelegen binnen de stad Gammelstad en ligt ongeveer 5 kilometer buiten het centrum van de stad Luleå in de provincie Norrbotten in Noord-Zweden.
Een kerkdorp bestaat uit een centrale kerk, met huizen eromheen, waar de gemeenteleden kunnen overnachten. De stallen liggen direct buiten het dorp. De reden om een Kerkdorp in te richten is het grote gebied dat bij een parochie of kerkgemeente hoort. Door de grote afstanden was het vroeger niet mogelijk voor de gemeenteleden om aan te reizen, een kerkdienst bij te wonen en terug te keren op dezelfde dag. Daarom bracht men een nacht door in het kerkdorp. Het oponthoud in het kerkdorp werd niet alleen gebruikt voor het bezoek aan de kerk. Allerlei inkopen en zaken werden dan ook afgehandeld, zodat kerkdorpen zich ook tot zakelijke centra ontwikkelden.
1000 jaar geleden was het huidige Gammelstad een klein eiland in de uitstroomdelta van de Lule. In de 12e eeuw werd Gammelstad het centrum van een kerkgemeente, die zich langs de rivieren Kalixälven, Luleälv en Råneälven van de bergen tot aan de kust strekte. Inmiddels bestaat het eiland niet meer door de landstijging als gevolg van het terugtrekken van het ijs na de laatste ijstijd.
De kerk stamt uit de 14e eeuw en is uit steen opgebouwd. De huizen (Kyrkstugor), 250 in aantal, zijn allen van hout, volgens de typische Scandinavische bouwstijlen.
Een ander relatief goed behouden kerkdorp is Öjebyn in Piteå, 60 km zuidelijker.
De reden voor opname op de werelderfgoedlijst waren:
- het monument heeft bijzondere waarde, omdat het een opmerkelijk voorbeeld is van een traditioneel kerkdorp in Noord-Scandinavië
- het illustreert de bijzondere aanpassing van conventioneel stadsontwerp aan de speciale geografische en klimatologische omstandigheden van een vijandelijke natuurlijke omgeving.

## Externe link

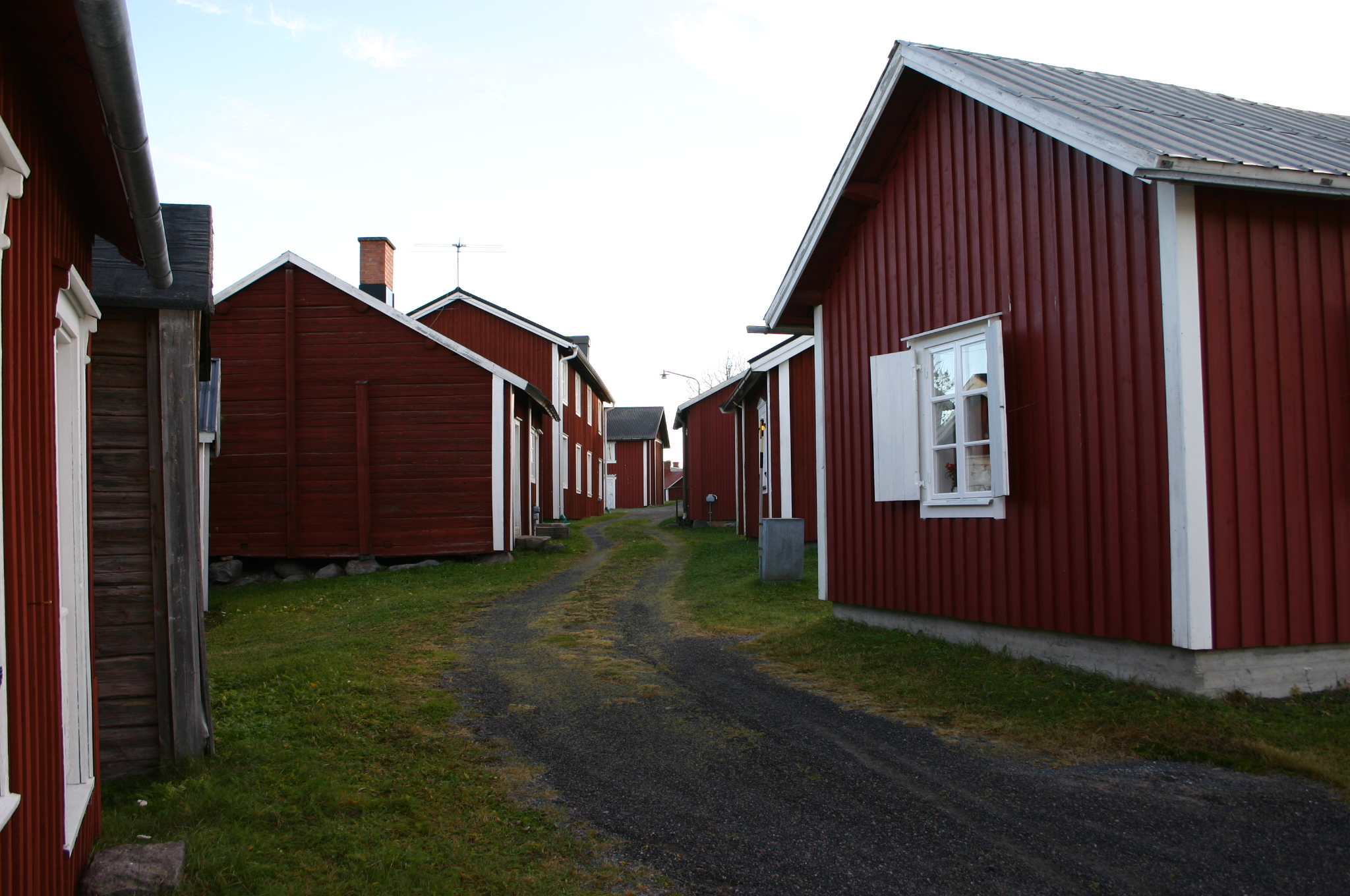
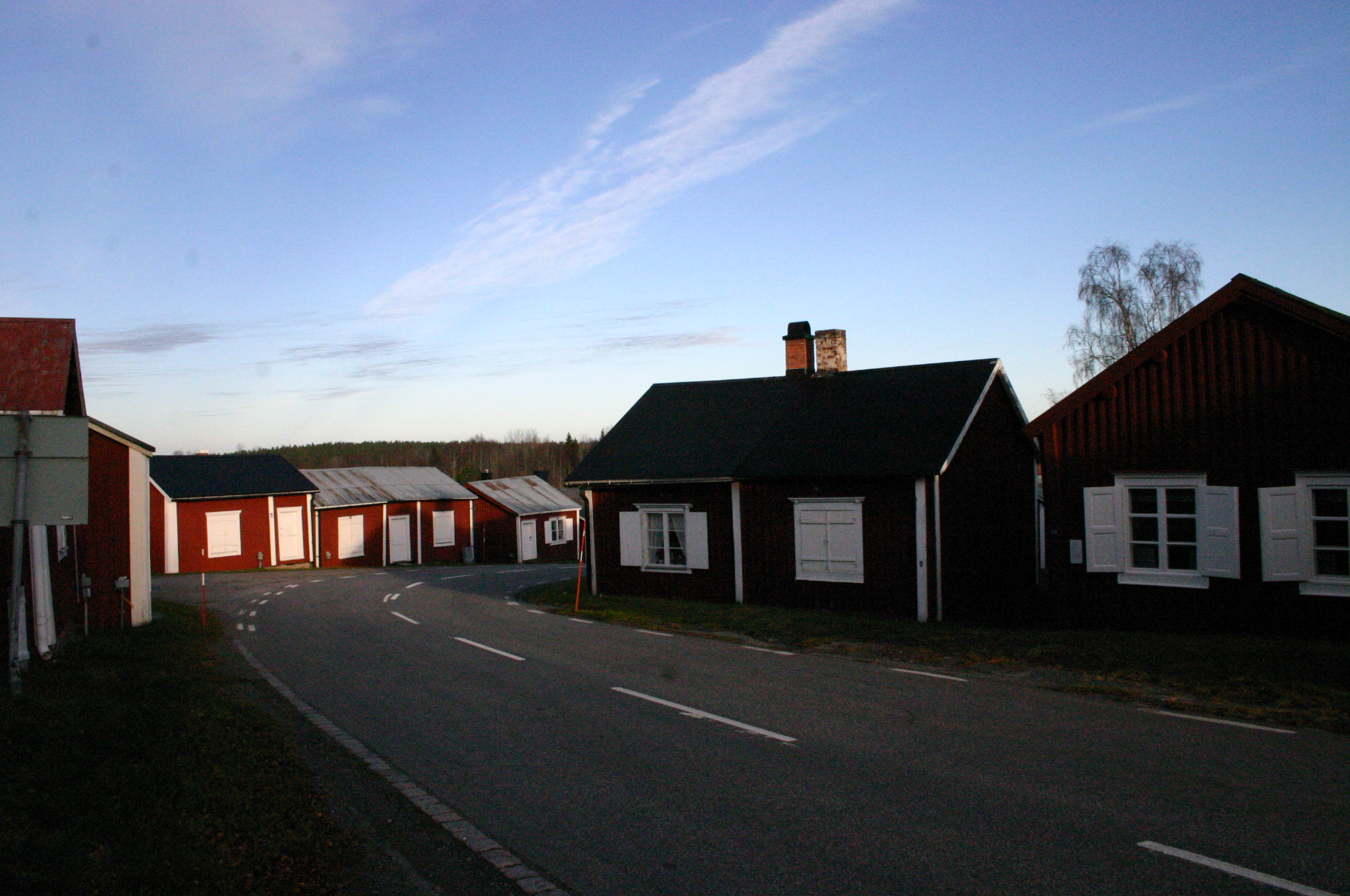
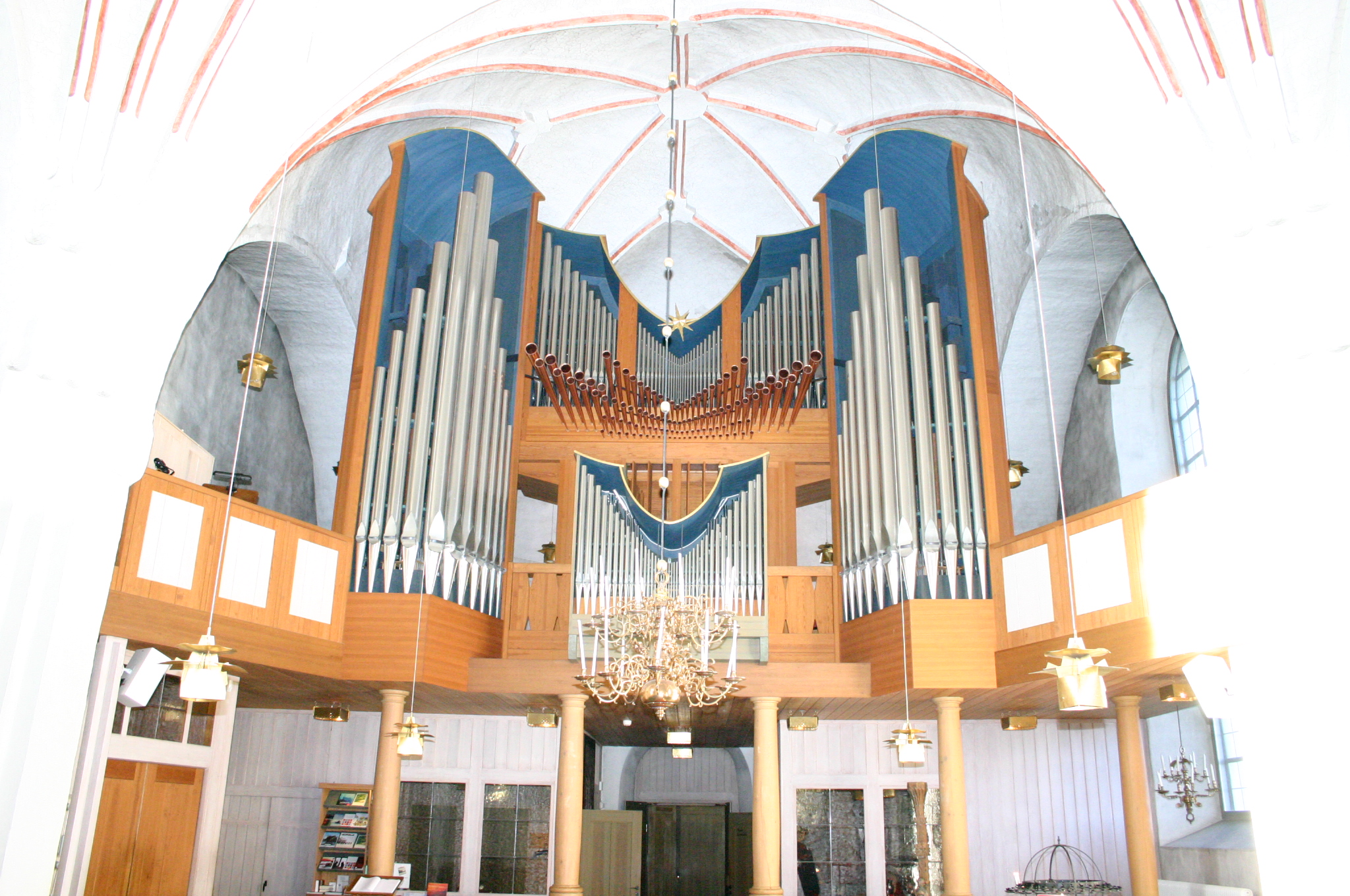
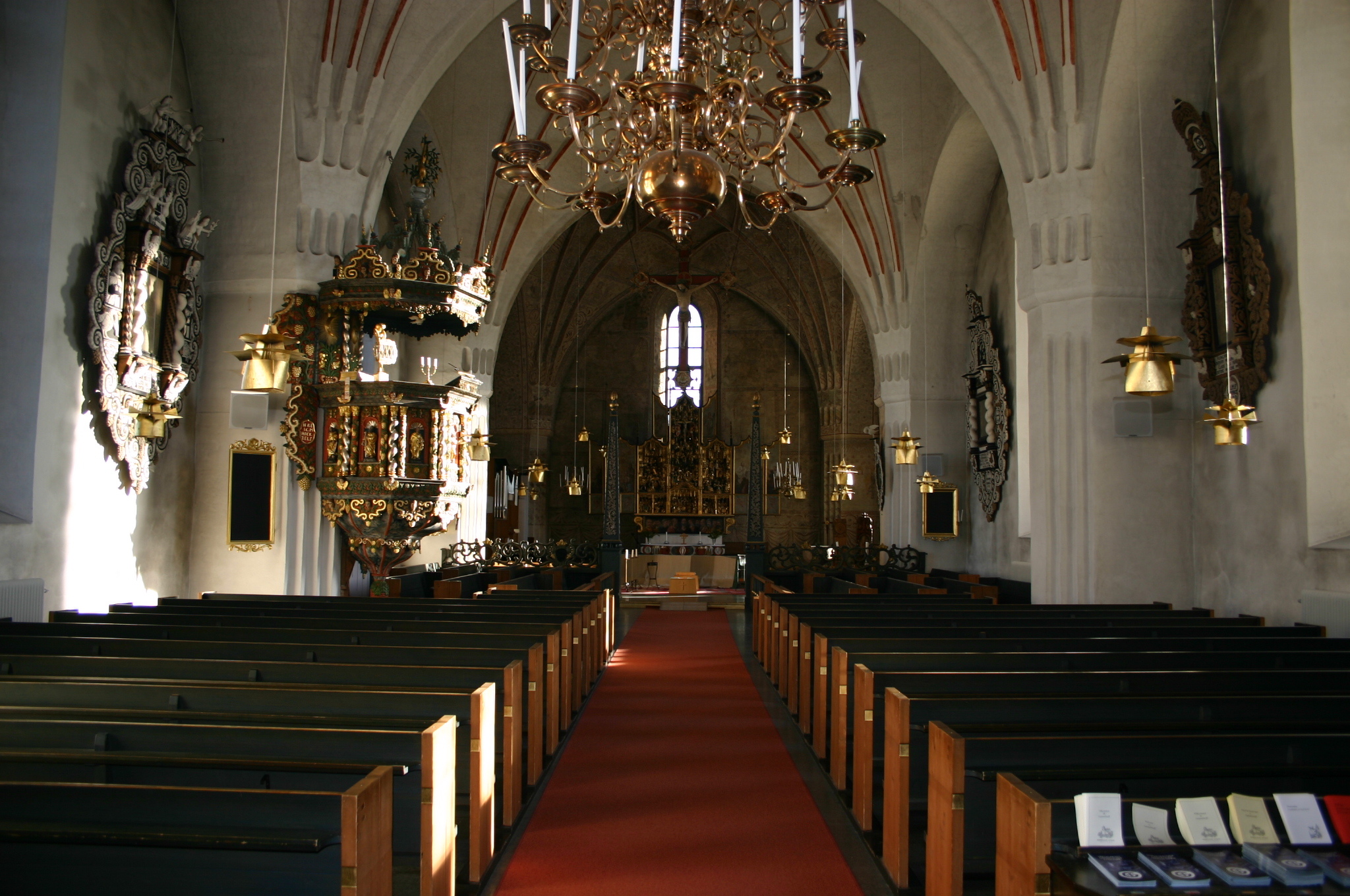